# Stuntkoordinator
 Der er for få eller ingen kildehenvisninger i denne artikel, hvilket er et problem. Du kan hjælpe ved at angive troværdige kilder til de påstande, som fremføres i artiklen.

En stuntkoordinator, normalt en erfaren stuntman, bliver hyret i forbindelse med en tv- , film- eller teaterproduktion, som ansvarlig for koordinering af stunt og som ansvarlig for sikkerheden i forbindelse med samme.